# Руница (Липково)
Руница (мкд. Руница) је насеље у Северној Македонији, у северном делу државе. Руница припада општини Липково.

## Географија
Руница је смештена у северном делу Северне Македоније. Од најближег већег града, Куманова, насеље је удаљено 20 km западно.
Насеље Руница је у североисточном делу историјске области Црногорје. Насеље је положено на североисточним падинама Скопске Црне Горе. Надморска висина насеља је приближно 600 метара.
Месна клима је континентална.

## Становништво
Руница је према последњем попису из 2002. године имала 69 становника. 
Претежно становништво у насељу су Албанци (100%).
Већинска вероисповест је ислам.